# Philip Van Geert
Philip Van Geert ook wel Filip van Geert (Aalst, 20 december 1968 - aldaar, 24 mei 2020) was een Belgisch professioneel bokser. Hij stierf op 52-jarige leeftijd door een wanhoopsdaad te plegen. Van Geert was actief als bokser alsook trainer in een boksclub. Daarnaast had hij naam in het Aalsters carnavalsmilieu. Hij debuteerde in 1990.